# Жаклін Паскаль
Жаклі́н Паска́ль (фр. Jacqueline Pascal; 4 жовтня 1625, Клермон-Ферран, Овернь, Французьке королівство — 4 жовтня 1661, Париж) — французька поетеса, релігійна діячка Франції XVII століття, сестра Блеза Паскаля, черниця цистерціанського монастиря Пор-Рояль.

## Біографія

### Дитячі роки. Париж (1625—1639)
Жаклін була наймолодшою дочкою у сім'ї Етьєна Паскаля і Антуанетти Бегон. За спогадами старшої сестри Жильберти, вона з дитинства вирізнялась розумом і лагідною вдачею. У віці шести років, почувши, як Жильберта читає вголос вірші, попросила викладати їй читання за допомогою поезії. Жаклін, яка до того не проявляла інтересу до навчання, легко запам'ятовувала віршовані твори і намагалася говорити в риму. Познайомившись з правилами віршування, у віці восьми років вона почала писати вірші, а в одинадцять уже написала п'ятиактну комедію. У тринадцять років написала сонет з приводу довгоочікуваної вагітності королеви Анни Австрійської (1638). Паризькі сусіди Паскалів, подружжя Моранжіс, познайомившись з твором юної поетеси, вирішили представити її королеві. Дівчинка справила враження на придворних і королеву своїми винахідливими відповідями на запитання, якими обсипали її, і декількома віршованими імпровізаціями. Жаклін була представлена також Людовику XIII і часто бувала при дворі і їй було дозволено обслуговувати королеву під час її обідів на самоті. У тому ж році виходить збірка віршів Жаклін («Вірші маленької Паскаль»)
У березні 1638 року після того, як канцлер Сегьє за указом Рішельє скоротив на чверть ренти, рантьєри зібрались у паризькій магістратурі, щоб висловити своє незадоволення. Етьєн Паскаль бус серед рантьєрів і на нього впала підозра у підбурюванні. Паскалю-старшому разом з трьома іншими підозрюваними загрожувало ув'язнення в Бастилію. Вважаючи себе невинним, він тим не менше покинув будинок і знайшов притулок у своїх друзів спочатку в Парижі, потім — в Клермон-Феррані. Ні королева, ні король нічим не могли допомогти Паскалю, за якого просили друзі.
На початку 1639 року Рішельє, що сам писав час від часу драматичні твори, попросив свою племінницю, герцогиню д'Егійон, підібрати дітей для постановки любовної комедії мадемуазель де Скюдері. Герцогиня порадила Жильберто дозволити молодшій сестрі взяти участь у виставі. Вистава «Тиранічна любов», поставлена у палаці герцогині, мала гучний успіх. Після закінчення вистави Жаклін звернулася до Рішельє з мадригалом, що сама написала, і попросила кардинала дозволити батькові повернутися до Парижа. Опала Етьєна Паскаля закінчилася. Він отримав посаду інтенданта, — представника виконавчої влади, який обмежував владу місцевих губернаторів, суддів і фінансистів у Нормандії

### Руан (1639-1646)
Наприкінці 1639 року Паскалі перебираються до Руана. За спогадами сестри, Жаклін мала успіх у місцевому вищому товаристві, але «вона балувалась, як дитина, та гралась з ляльками. Ми дорікали їй за це і не без зусиль заставляли облишити ці дитячості…». У грудні 1640 року П'єр Корнель, що познайомився з Паскалями через актора Мондорі, запропонував Жаклін взяти участь у поетичному святі на честь Пресвятої Богородиці. Цей конкурс влаштовувався щороку в Руані починаючи з XV століття. Жаклін за свої станси отримує головний приз — «Срібну вежу». У день нагородження її не було в Руані, і слова подяки за Жаклін висловив Корнель.
Шанувальники неодноразово робили пропозиції Жаклін, але, з різних причин, вони були відхилені. Дівчина не проявляла ні схильності, ні відрази до шлюбу і в усьому дослухалася батька, до якого була сильно прив'язана. Була вона далека і від побожності, вважаючи, за словами сестри, що «монастирський спосіб життя не здатний задовольнити розважливий розум». У січні 1646 року Етьєн Паскаль небезпечно вивихнув ногу. Його лікували два брати-хірурги, що поселилися на час хвороби Етьєна в будинку Паскалів. Брати познайомили Паскалів з новим релігійним напрямком у католицизмі — янсенізмом і творами Янсена, Сен-Сірана, Арно. Найбільше ідеями янсенізму перейнявся Блез. Під впливом брата, Жаклін вкотре відмовила черговому нареченому й вирішила піти в монастир.

### Пор-Рояль (1647—1661)
У 1647 Блез для поправки здоров'я приїжджає до Парижа, його супроводжує молодша сестра. Вони відвідують проповіді А. Сенглена, духовного наставника мешканців Пор-Рояля і вивчають теологічні праці. Жаклін допомагає брату, у якого не цей час загострилися хвороби, стає його доглядальницею і секретарем. Блез підтримує рішення Жаклін стати черницею й бере на себе переговори з батьком. Рішення дочки застало Етьєна Паскаля зненацька, він противиться її бажанням і забороняє Блезу і Жаклін відвідувати Пор-Рояль. Жаклін залишається вірною своєму вибору. Потайки вона веде переписку з мешканцями Пор-Рояля, живе у повній самотності, обірвавши колишні знайомства. Наполегливість дочки переконує Етьєна, але, не в силах розлучитися з нею, він ставить умову: Жаклін піде в монастир тільки після його смерті. Дівчина веде суворе і відокремлене життя, займається благодійністю. Вона полишає заняття поезією. 24 вересня 1651 року Етьєн Паскаль помер. Після смерті батька вже Блез противиться постригу Жаклін, боячись залишитися на самоті. 4 січня 1652 року Жаклін таємно, щоб не засмучувати брата сценами прощання, йде в Пор-Рояль. «Не заважайте тим, хто робить добро, і якщо ви не маєте сили піти за мною, то, принаймні, не затримуйте мене, прошу вас, не руйнуйте того, що ви ж і побудували», — звернулася вона до Блеза вже з Пор-Рояля. Обряд постригу Жаклін відбувся 5 червня 1653 року вона отримала ім'я Сент-Євфимії й передала монастирю велику частину своєї спадщини.
Влітку 1654 Паскаль, відчувши розчарування в людях, з якими колись спілкувався, розриває всі світські стосунки, маючи намір змінити своє життя. У нього виникає почуття жалю, що кілька років тому не прислухався до заклику Янсена і не переміг у собі спрагу знання та честолюбство. Паскаль часто відвідує сестру в Пор-Роялі і під час довгих бесід розкриває своє душевне сум'яття, ділиться своїми сумнівами. Жаклін гаряче підтримувала його в рішенні відмовитися від світського життя і переймалася тим, що брат занадто незалежний, не терпить підпорядкування, не поспішає з вибором духівника
На початках в монастирі Жаклін виконувала просту фізичну роботу, згодом до її обов'язків увійшло виховання дітей в янсеністських школах. Вона із захопленням зайнялася педагогікою, склала спеціальний шкільний статут, знайомилася за підтримки брата з методом полегшеного навчання маленьких дітей читанню. З 1654 року в Пор-Роялі під її опікою виховувалися племінниці, дочки Жильберти, — Жаклін і Маргарита Пер'є
. Позбавлення племінниці Маргарити від важкої недуги змусило Жаклін в останній раз звернутися до поезії: вона у всіх подробицях описала «чудо Святого Тернія» (фр. miracle de la Sainte-Épine).
Разом з ігуменею Анжелікою Арно сестра Сент-Евфимія активно виступала проти підписання формуляра, що примушував черниць до засудження янсенізму. Із заміського Пор-Рояля до паризького вона писала: «Я знаю, що не діло черниць виступати на захист істини! Але якщо єпископи виявилися боязкими, немов жінки, то жінки повинні знайти в собі сміливість єпископів; і, якщо ми не можемо захистити істину, ми можемо померти за неї і скоріш вистраждати все, ніж покинути істину».
У червні 1661 року паризькі вікарії склали указ, який нічого не змінюючи в тексті формуляра, обходив мовчанням наявність п'яти засуджених папою положень у вченні Янсена (згодом його було відхилено королівською радою). З цією низкою застережень формуляр підписала і Жаклін Паскаль. Нервове потрясіння, перенесене нею у зв'язку з подіями, що розігралися навколо громади, значною мірою вплинуло на її здоров'я. Жаклін Паскаль померла 4 жовтня 1661 року у віці тридцяти шести років.